# Mike Todorovich
Marko John (Mike) Todorovich (11 de junho de 1923 - 24 de junho de 2000) foi um jogador e treinador de basquete norte-americano. Iniciou sua carreira na Universidade de Wyoming. Sua carreira profissional teve começo no Sheboygan Red Skins da NBL, onde foi eleito Revelação do Ano na temporada 1947-48, onde tinha marcado 777 pontos em 60 jogos.
O Sheboygan no entanto, atravessava uma de suas maiores crises e teve a segunda pior campanha em 13 anos, e terminou com uma sequência 23-37. Na próxima temporada, foi para o Red Skins, onde marcou 648 pontos em 60 jogos e terminou com uma sequência de 35-29.
Posteriormente, ele jogou no St. Louis Bombers e no Tri-Cities Blackhawks. Mais além, treinou a equipe do Blackhawks por uma temporada inteira, obtendo uma sequência de 14-28, com 33.3% de aproveitamento.